# Chicane
 (février 2017).
Si vous disposez d'ouvrages ou d'articles de référence ou si vous connaissez des sites web de qualité traitant du thème abordé ici, merci de compléter l'article en donnant les références utiles à sa vérifiabilité et en les liant à la section « Notes et références ».
Pour les articles homonymes, voir Chicane (homonymie).

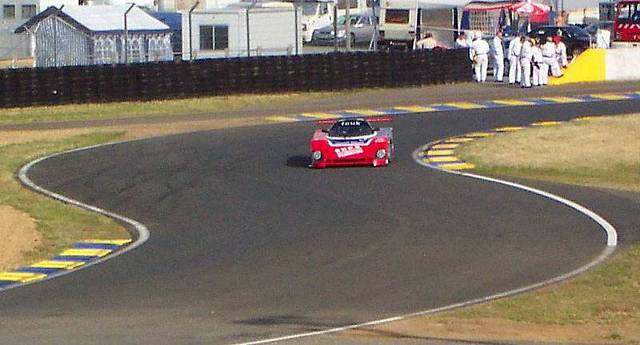
La chicane Ford du circuit des 24 Heures.

Une chicane est un dispositif installé sur une voie de circulation pour produire une série de virages artificiels. Elle peut être confondue avec l'écluse, un aménagement de sécurité créant un alternat de circulation.
Les chicanes sont utilisées en ville ou à leurs abords, de même que sur les circuits automobiles, comme ralentisseurs pour réduire la vitesse de passage des véhicules. Sur circuit, elles sont bordées de vibreurs aux reliefs marqués et créent parfois des zones de dépassement à l'occasion du freinage qui les précède.

## Chicane en circulation publique

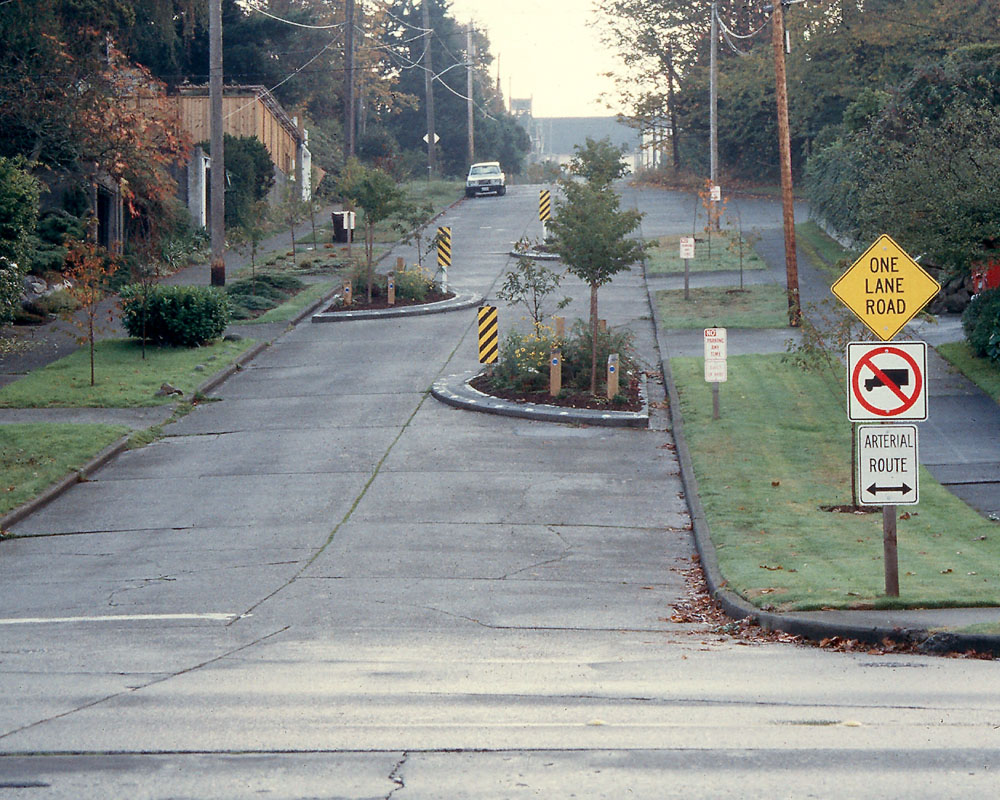
Une chicane sur la voie publique, dans une zone résidentielle.

Les chicanes sont des aménagements destinés à modérer les vitesses. Correctement aménagées, elles permettent d’écrêter la vitesse à une valeur donnée selon leurs contraintes géométriques. L'expérience montre qu'une chicane qui écrête les vitesses des automobiles à 50 km/h, écrête celles des poids lourds à 30 km/h.
Ces chicanes sont une alternative à l'usage des ralentisseurs en plateau ou en coussin. Bien que d'un coût plus élevé et plus complexes à mettre en œuvre, elles sont moins bruyantes pour les riverains et sollicitent moins les pièces mécaniques des véhicules. Ces aménagements plus marqués permettent de créer des points de transitions plus visibles des conducteurs. Elles sont toutefois des obstacles sur la chaussée et peuvent elles-mêmes, comme les plateaux et coussins, être source d'accidents graves.
Elles peuvent s'implanter dans les entrées d'agglomération ce qui est rarement le cas des plateaux et des coussins, notamment lorsque les vitesses d'approche sont élevées ; ces derniers risquant de surprendre les usagers ce qui est peu le cas des chicanes qui ont une visibilité renforcée par la présence d'un îlot et d'une balise de signalisation.
Elles peuvent présenter l'inconvénient de consommer de l'emprise, ce qui peut poser un problème dans les zones urbaines où les trottoirs sont déjà étroits.
Elles ont aussi pour inconvénient d'impacter tous les usagers de la route y compris les vélos, contrairement aux écluses ou aux coussins berlinois.
Les chicanes peuvent aussi bien s'aménager en milieu urbain qu'en milieu hors urbain. Toutefois, leurs règles de conceptions géométriques ne sont pas du tout les mêmes. Pour l'aménagement de chicanes en milieu urbain, le Centre d’études sur les réseaux, les transports, l’urbanisme et les constructions publiques (CERTU) a publié en mai 2012, un guide de recommandations techniques intitulé Guide des chicanes et des écluses sur voiries urbaines.

## Chicane en sports mécaniques
En compétition automobile, on appelle « chicane mobile » un véhicule plus lent restant sur la trajectoire de concurrents plus rapides et obligeant ces derniers à les contourner en sortant de leur trajectoire.